# Prieuré d'Ordios
Le prieuré d'Ordios est un édifice religieux médiéval de la commune française de Labastide-Villefranche. Il fait l'objet d’une inscription par les monuments historiques depuis le 1er février 1988.

## Historique
Fondé en 1150 ou 1153 par le vicomte Pierre II de Béarn, il a été construit sur des terres gasconnes en expiation du crime de trois pèlerins nobles normands assassinés en ce lieu. Le prieuré fut florissant jusqu'à sa ruine par les troupes de Guillaume d'Orange en 1523 et lors des guerres de religion en 1569. Il a abrité une petite communauté de chanoines réguliers de saint Augustin dépendants de Roncevaux.
À partir du XVIIe siècle, le prieuré est occupé par une famille de paysans qui affirme qu'elle fait toujours l'hospitalité aux pèlerins lors d'une visite de l'évêque de Dax en 1739. Les ruines de l'hôpital ont subsisté jusqu'au milieu du XXe siècle. 
Le prieuré est aujourd'hui une maison particulière. La chapelle Sainte-Madeleine existe encore bien que transformée en étable. Elle est inscrite au registre supplémentaire des Monuments historiques. La chapelle a servi de lieu de culte de quartier jusqu'en 1790 date de sa fermeture définitive. En 1812 elle a été achetée par la marquise de Montehermoso, maîtresse du roi d'Espagne Joseph Bonaparte. En 1963 la duchesse de Mandas l'a vendue aux propriétaires actuels. Le prieuré d'Ordios avait un joli moulin dont il reste des ruines importantes et qui a fonctionné jusqu'en 1928.
Il fait l'objet d’une inscription par les monuments historiques depuis le 1er février 1988.